# KChart
KChart – narzędzie do tworzenia wykresów, zintegrowane z pakietem KOffice. Może być używany jako oddzielna aplikacja lub używany do tworzenia grafiki z KWord, KSpread itp.
Aplikacja jest stosunkowo prosta w porównaniu z innymi programami biurowymi, takimi jak OpenOffice.org, jest zaprojektowana do małych zestawów danych, i najwyżej do 5–6 rodzajów wykresów (histogramy, wykresy kołowe, wykresy liniowe itp.)